# Ivo Glavinić
Ivo Glavinić (8. rujna 1968.) je bivši hrvatski rukometaš. 
Nastupao je za Split, Medveščak i Zagreb.
Igrao je za hrvatsku reprezentaciju.